# Озеричино
Озеричино (біл. вёска Азярычына) — село в складі Пуховицького району Мінської області, Білорусь. Село підпорядковане Новопольській сільській раді, розташоване в центральній частині області.